# فهرست پرندگان بر پایه سرعت پرواز
این فهرستی از سریع‌ترین پرندگان جهان است. سرعت یک پرنده لزوماً متغیر است. یک پرنده شکاری هنگام شیرجه برای شکار به سرعت بسیار بیشتری نسبت به پرواز افقی می‌رسد. پرنده‌ای که می‌تواند به بیشترین سرعت هوا دست یابد، شاهین بحری است که می‌تواند بیش از ۳۲۰ کیلومتر بر ساعت (۲۰۰ مایل بر ساعت) باشد. در شیرجه‌های خود. یکی از خویشاوندان نزدیک بادخورک معمولی، دم‌سوزنی گلوسفید (Hirundapus caudacutus)، معمولاً به عنوان سریع‌ترین پرنده در پرواز همسطح با حداکثر سرعت گزارش‌شده ۱۶۹ کیلومتر بر ساعت (۱۰۵ مایل بر ساعت) گزارش می‌شود. این رکورد تأییدنشده باقی می‌ماند، زیرا روش‌های اندازه‌گیری هرگز منتشر یا تأیید نشده‌اند. رکورد سریع‌ترین پرواز در سطح تاییدشده توسط یک پرنده ۱۱۱٫۵ کیلومتر بر ساعت (۶۹٫۳ مایل بر ساعت) است که توسط بادخورک معمولی نگهداری می‌شود.

## پرندگان بر پایهٔ سرعت پرواز
| نام رایج            | نگاره | گونه                     | خانواده      | میانگین سرعت افقی                         | بیشینه سرعت افقی                        | بیشینه سرعت هوایی                            | نکته                                                                        |
| ------------------- | ----- | ------------------------ | ------------ | ----------------------------------------- | --------------------------------------- | -------------------------------------------- | --------------------------------------------------------------------------- |
| شاهین بحری          |       | Falco peregrinus         | شاهینان      | ۶۵–۹۰ کیلومتر بر ساعت ۴۰–۵۶ مایل بر ساعت  | ۱۱۰ کیلومتر بر ساعت ۶۸ مایل بر ساعت     | ۳۸۹ کیلومتر بر ساعت ۲۴۲ مایل بر ساعت         | شیرجه پرسرعت—بال‌های بلند نوک‌نیز                                             |
| بالابان (پرنده)     |       | Falco cherrug            | شاهینان      |                                           | ۱۵۰ کیلومتر بر ساعت ۹۳ مایل بر ساعت     | ۳۲۰ کیلومتر بر ساعت ۲۰۰ مایل بر ساعت         | شیرجه پرسرعت—بال‌های بلند نوک‌نیز                                             |
| عقاب طلایی          |       | Aquila chrysaetos        | بازان        | ۴۵–۵۱ کیلومتر بر ساعت ۲۸–۳۲ مایل بر ساعت  | ۱۲۹ کیلومتر بر ساعت ۸۰ مایل بر ساعت     | ۳۲۲ کیلومتر بر ساعت ۲۰۰ مایل بر ساعت         |                                                                             |
| آلباتروس سرخاکستری  |       | Thalassarche Chrysostoma | آلباتروسان   |                                           | ۱۲۷ کیلومتر بر ساعت ۷۹ مایل بر ساعت     |                                              | بال‌بازه اجازه کاربرد نیروی بالا از باد را می‌دهد۲٫۲ متر (۷ فوت ۳ اینچ)       |
| شنقار               |       | Falco rusticolus         | شاهینان      | ۸۰–۱۰۰ کیلومتر بر ساعت ۵۰–۶۲ مایل بر ساعت | ۱۴۵ کیلومتر بر ساعت ۹۰ مایل بر ساعت     | ۱۸۷–۲۰۹ کیلومتر بر ساعت ۱۱۶–۱۳۰ مایل بر ساعت | شیرجه پرسرعت—بال‌های بلند نوک‌نیز                                             |
| دم‌سوزنی گلوسفید     |       | Hirundapus caudacutus    | بادخورکان    |                                           | ۱۶۹ کیلومتر بر ساعت ۱۰۵ مایل بر ساعت    | ۱۶۹ کیلومتر بر ساعت ۱۰۵ مایل بر ساعت         | بال‌های پرسرعت                                                               |
| بادخورک معمولی      |       | Apus apus                | بادخورکان    |                                           | ۱۱۱٫۶ کیلومتر بر ساعت ۶۹٫۳ مایل بر ساعت | ۱۶۶ کیلومتر بر ساعت ۱۰۳ مایل بر ساعت         | بال‌های پرسرعت                                                               |
| لیل اوراسیایی       |       | Falco subbuteo           | شاهینان      |                                           |                                         | ۱۵۹ کیلومتر بر ساعت ۹۹ مایل بر ساعت          | گاهی می‌تواند بر پرواز بادخورک چیره شود، همان‌طور که آنها را می‌گیرد و می‌خورد. |
| سینه‌بادکنک          |       | Fregata                  | سینه‌بادکنکان |                                           |                                         | ۱۵۳ کیلومتر بر ساعت ۹۵ مایل بر ساعت          | بالبازروی آرام/ سریدن با نسبت بال بالا                                      |
| غاز سیخ‌بال          |       | Plectropterus            | مرغابیان     |                                           |                                         | ۱۴۳ کیلومتر بر ساعت ۸۹ مایل بر ساعت          | بال‌های پرسرعت                                                               |
| اردک ماهی‌خوار کاکلی |       | Mergus serrator          | مرغابیان     |                                           |                                         | ۱۳۰ کیلومتر بر ساعت ۸۱ مایل بر ساعت          | بال‌ها با نسبت بال بالا                                                      |
| اردک بوم‌پشت         |       | Aythya valisineria       | مرغابیان     |                                           |                                         | ۱۲۸ کیلومتر بر ساعت ۸۰ مایل بر ساعت          | بال‌های پرسرعت                                                               |
| اردک خال‌دار معمولی  |       | Somateria mollissima     | مرغابیان     |                                           |                                         | ۱۲۳ کیلومتر بر ساعت ۷۶ مایل بر ساعت          | بال‌های پرسرعت                                                               |
| خوتکای معمولی       |       | Anas crecca              | مرغابیان     |                                           |                                         | ۹۷ کیلومتر بر ساعت ۶۰ مایل بر ساعت           | بال‌ها با نسبت بال بالا                                                      |
| مرغ مگس آنا         |       | Calypte anna             | مگس‌مرغان     |                                           | ۵۶ کیلومتر بر ساعت ۳۵ مایل بر ساعت      | ۷۰ کیلومتر بر ساعت ۴۳ مایل بر ساعت           | بال‌زدن‌های سریع                                                              |